# Mipox
Mipox株式会社（マイポックス、Mipox Corporation）は、栃木県鹿沼市に本社を置く研磨関連製品の製造・販売を手掛けている企業。東京証券取引所スタンダード市場上場。

## 概要
1925年にドイツ資本によって顔料と色箔の輸入業者を目的として「独逸顔料合名会社」として創業。研磨剤事業は1970年に開始。以降は各種製品向けの研磨フィルムや研磨剤、砥石、やすりなどの製造販売を手掛けている。売り上げは、ハードディスク、光ファイバーなどハイテク製品向けが多くを占める。

## 沿革
- 1925年11月 - 東京市京橋区にて独逸顔料合名会社として創業。
- 1941年12月 - 独逸顔料工業株式会社として株式会社に改組。
- 1961年1月 - 東京都昭島市に昭島工場を開設。
- 1963年9月 - ポリプロピレンフィルムを使用した色巻箔の開発に成功。
- 1970年9月 - 研磨フィルムの開発に成功したと同時に、研磨関連製品の製造・販売を開始。
- 1981年4月 - 商号を日本ミクロコーティング株式会社に変更。
- 1984年3月 - 子会社として山梨ミクロコーティング株式会社を設立。
- 1989年10月 - 箔の事業部門を帝国インキ製造に譲渡。
- 1990年10月 - 山梨ミクロコーティング株式会社を吸収合併し、日本ミクロコーティング山梨工場とする。
- 2001年2月 - 株式を店頭公開（後のJASDAQ）。
- 2013年8月 - 商号をMipox株式会社に変更。
- 2015年12月 - レフライト株式会社並びに日本レフライト工業株式会社の民事再生スポンサーとなる。2016年1月にMipox Kyoto株式会社がレフライト株式会社並びに日本レフライト工業株式会社の一部事業を譲受[5]。
- 2016年7月 - 東京証券取引所第二部に上場していた日本研紙株式会社を株式公開買付けと第三者割当増資により子会社化[6][7]。
- 2017年10月 - Mipox Kyoto株式会社を吸収合併。
- 2021年
  - 4月 - 日本研紙株式会社を吸収合併。
  - 9月 - 株式会社オリエントのオムニ事業及びカーボナイト事業を吸収分割により譲受。
- 2022年6月 - ミスミ化学株式会社を子会社化[8]。
- 2023年
  - 3月 - 株式会社スガコーティングスのコーティング事業を譲受。
  - 4月 - 本社所在地を東京都千代田区から栃木県鹿沼市に移転[9]。
  - 6月 - 登記上の本店所在地を山梨県北杜市から栃木県鹿沼市に移転[10]。
  - 10月 - 有限会社大久保鉄工所を子会社化[11]。

## 事業所
- 本社・鹿沼事業所 - 栃木県鹿沼市さつき町18
- 北杜事業所 - 山梨県北杜市大泉町西井出8566
- 福山事業所（Nikken事業部）・広島オフィス - 広島県福山市草戸町3-13-25
- 呉ベース - 広島県呉市仁方桟橋通1511番65
- 丸の内オフィス - 東京都千代田区丸の内2-7-2 JPタワー 12階
- 仙台オフィス - 宮城県仙台市青葉区中央1-2-3 仙台マークワン 19F
- 名古屋オフィス - 愛知県名古屋市中区栄 2-10-1 メイフィス伏見ビル3F
- 大阪オフィス - 大阪府大阪市淀川区西中島7-5-25 新大阪ドイビル4階
- 高松オフィス - 香川県高松市中野町29-5 高松プラザビル3F
- 福岡オフィス - 福岡県北九州市小倉北区米町1-1-1小倉駅前ひびきビル6F 623
- 熊本サテライト - 熊本県熊本市中央区新市街1-28 THE・PLACE花畑ビル6F･7F
- 金沢オフィス - 石川県金沢市広岡3-1-1 金沢パークビル8F

## 関連会社
- ミスミ化学株式会社
- 有限会社大久保鉄工所